# منطقة هاردا
هاردا رمزها «HA» (بالإنجليزية: Harda)‏ ، هو تقسيم إداري لدولة الهند تتبع ولاية مدية برديش (بالإنجليزية: Madhya  Pradesh)‏ ، مركزها هو مدينة هاردا (بالإنجليزية: Harda)‏ عدد سكانها حسب تعداد سنة 2001 هو 474,174 ، مساحتها 3,339 كم² وكثافة السكان 142 لكل كم² .